# テルル化カドミウム水銀

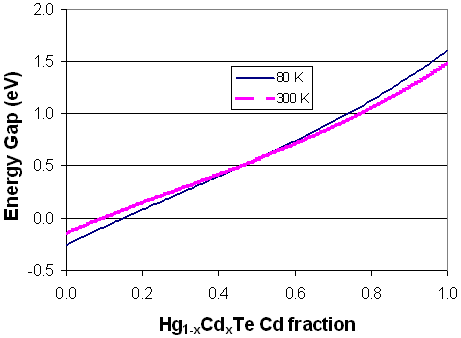
エネルギーギャップのカドミウム量依存性。

テルル化カドミウム水銀（テルルかカドミウムすいぎん、Mercury cadmium telluride、MCT、HgCdTe）は、水銀、カドミウム、テルルから成る3元合金である。半導体であるため、光起電型の光検出器として赤外線の検出などに用いられている。

## 構造

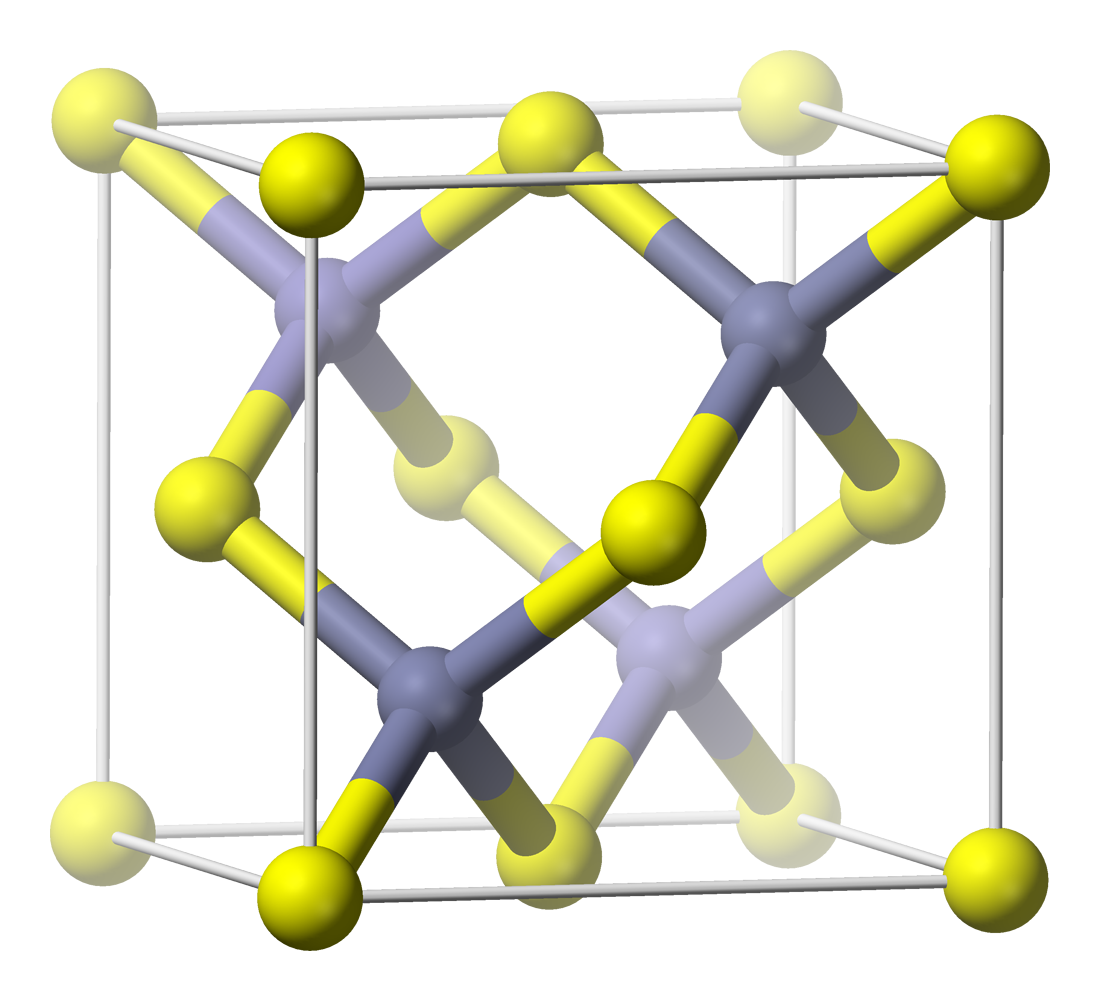
閃亜鉛鉱型の単位セル

HgCdTeは、閃亜鉛鉱型構造をとる。

## 性質
テルル化カドミウムとテルル化水銀の組成比を変えることで、物性を調整することができる。